# Nanette Newman
Pour les articles homonymes, voir Newman.
Nanette Newman est une actrice anglaise, née le 29 mai 1934 à Northampton (Midlands de l'Est, Angleterre).

## Biographie
Nanette Newman étudie notamment à la Royal Academy of Dramatic Art de Londres et débute au cinéma dans un court métrage de 1945. Suit un premier long métrage sorti en 1953, Une affaire troublante d'Anthony Pelissier (avec Gene Tierney et Leo Genn).
Fait particulier, elle apparaît dans neuf films de Bryan Forbes (1926-2013), dont Les Chuchoteurs (1967, avec Edith Evans et Eric Portman) et Sarah (1978, avec Tatum O'Neal et Christopher Plummer). Elle épouse en 1955 ce réalisateur, dont elle reste veuve à son décès.
Parmi ses autres films notables, mentionnons Hold-up à Londres de Basil Dearden (1960, avec Jack Hawkins et Nigel Patrick) et Ah Dieu ! que la guerre est jolie de Richard Attenborough (1969, avec Colin Farrell).
Après un ultime long métrage de 1993, les deux derniers de ses trente films (majoritairement britanniques) sont des courts métrages sortis respectivement en 2003 et 2006.
À la télévision britannique, Nanette Newman se produit dans vingt-deux séries entre 1952 et 1992, dont Ici Interpol (un épisode, 1960), Sir Francis Drake, le corsaire de la reine (un épisode, 1962) et Le Saint (un épisode, 1964).

## Filmographie partielle

### Cinéma
(films britanniques, sauf mention contraire)
- 1953 : Une affaire troublante (Personal Affair) d'Anthony Pelissier : Sally
- 1956 : Le Secret des tentes noires (The Black Tent) de Brian Desmond Hurst : Mabrouka (voix)
- 1960 : Hold-up à Londres (The League of Gentlemen) de Basil Dearden : Elizabeth
- 1960 : Faces in the Dark de David Eady : Janet
- 1961 : The Rebel de Robert Day : Josey
- 1962 : La Chambre indiscrète (The L-Shaped Room) de Bryan Forbes : la fille
- 1963 : Jules de Londres (The Wrong Arm of the Law) de Cliff Owen : Valérie
- 1964 : Le Rideau de brume (Seance on a Wet Afternoon) de Bryan Forbes : Mme Clayton
- 1964 : L'Ange pervers (Of Human Bondage) de Ken Hughes : Sally Athelny
- 1966 : Un mort en pleine forme (The Wrong Box) de Bryan Forbes : Julia Finsbury
- 1967 : Les Chuchoteurs (The Whisperers) de Bryan Forbes : la fille en haut
- 1968 : Le chat croque les diamants (Deadfall) de Bryan Forbes : la fille
- 1969 : Le Capitaine Nemo et la Ville sous-marine (Captain Nemo and the Underwater City) de James Hill : Helena Beckett
- 1969 : La Folle de Chaillot (The Madwoman of Chaillot) de Bryan Forbes : Irma
- 1969 : Ah Dieu ! que la guerre est jolie (Oh! What a Lovely War) de Richard Attenborough : une infirmière
- 1971 : The Raging Moon de Bryan Forbes : Jill Matthews
- 1975 : Les Femmes de Stepford (The Stepford Wives) de Bryan Forbes (film américain) : Carol Van Sant
- 1978 : Sarah (International Velvet) de Bryan Forbes (film américain) : Velvet Brown
- 1985 : Restless Natives de Michael Hoffman : la passagère
- 2003 : Listening de Kenneth Branagh (court métrage) : la propriétaire du spa

### Télévision
(séries)
- 1960 : Ici Interpol (Interpol Calling), Saison 2, épisode 4 (ou saison unique, épisode 30) White Blackmail : Hannah
- 1962 : Sir Francis Drake, le corsaire de la reine (Sir Francis Drake), saison unique, épisode 12 Les Esclaves (The Slaves of Spain) : Yana
- 1964 : Le Saint (The Saint), saison 3 épisode 1 , Le Thé miracle (The Miracle Tea Party) de Roger Moore : Geraldine McLeod

## Distinctions
- 1972 : Nomination au British Academy Film Award de la meilleure actrice, pour The Raging Moon ;
- 1978 : Evening Standard British Film Award de la meilleure actrice, gagné pour Sarah.